# 신영예술문화재단
신영균예술문화재단은 한국예술문화 각분야의 창조적 활동을 적극지원하고 예술문화인의 복지증진에 기여하기 위한 사업을 지원하고 예술문화창달을 도모하기 위하여 1981년 8월 31일 설립된 문화체육관광부 소관의 재단법인이다. 사무실은 서울특별시 중구 마른내로 47 (초동)에 있다.

## 주요 사업
- 각 예술단체사업 지원
- 예술문화 창작활동 지원
- 예술에 관련된 학문연구비 지원
- 국내예술인 자녀 장학금 지원